# Chiesa di San Zeno nuova
La chiesa di San Zeno nuova, meglio nota come chiesa di San Zeno o chiesa di San Zenone è la chiesa parrocchiale di Vigasio, in provincia e diocesi di Verona; fa parte del Vicariato di Villafranca-Valeggio, precisamente dell'Unità Pastorale Castel d’Azzano-Vigasio.

## Storia
Il notevole incremento della popolazione vigasiana portarono a studiare un ulteriore ampliamento della vecchia parrocchiale, ma la spesa rilevante e alcuni fattori tecnici sconsigliarono questa soluzione.
Fin dal 1964 il parroco, don Egidio Baietta, assieme ad alcuni collaboratori, cercarono di risolvere il problema della chiesa, tanto che le famiglie di Vigasio, tramite un referendum ebbero la possibilità di fare proposte e suggerimenti. La donazione di alcuni terrenti da parte della signora Francesca Fezzi Navaro fece maturare nei capofamiglia della parrocchia l'idea di erigere una nuova chiesa, pur mantenendo quello esistente. 
La prima pietra fu posta il 30 ottobre 1966 dal Vescovo di Verona (oggi Venerabile) Giuseppe Carraro. I lavori, su progetto dell’architetto Gelindo Giacomello, coadiuvato dall'architetto Orio Trevisan e dall'ingegnere Sisto Campostrini ed eseguiti dall'impresa Patuzzo di Verona proseguirono fino al 1968, quando lo stesso presule inaugurò l'edificio sacro, benedicendolo e consacrando l'altare.
Domenica 18 maggio 1969 si tenne una solenne concelebrazione presieduta dal Cardinale Giacomo Lercaro, già Presidente del Consiglio per l'Attuazione della Costituzione sulla Sacra Liturgia.
Nel 2005 è stato riqualificato il piazzale antistante la chiesa e consolidato il basamento della chiesa, entrambi progetti dell’architetto Carlo Visioli, autore anche della riqualificazione della scalinata esterna dell’edificio sacro nel 2010.

## Descrizione

### Esterno
La facciata a capanna contemporanea, rivolta verso est e anticipata da un’alta scalinata, presenta due registri. In quello inferiore vi è il portale d’ingresso preceduto da un vano a pianta rettangolare protetto da un porticato. Il registro superiore, corrispondente al timpano, è occupato interamente da una vetrata artistica.
Già dall’esterno è visibile la struttura portante in cemento armato con pareti realizzate in laterizio e grandi superfici vetrate. I muri esterni sono rivestiti in mattoni di laterizio a vista ad eccezione della facciata. 

### Interno
La pianta della chiesa è articolata visto che è composta dall’intersezione di un grande triangolo isoscele (che si allarga sempre più partendo dal presbiterio) con un avancorpo di base rettangolare con asse maggiore trasversale. Da questa unione risulta un’aula “a ventaglio”, con due pseudo navate laterali, separate dalla zona centrale dai pilastri della struttura portante.
La copertura è in latero-cemento, con struttura portante composta da travature in cemento armato, articolata in vele trapezoidali a doppia falda che partono dall’alto tiburio-campanile centrale.
Il pavimento dell’aula, degradante partendo dall'ingresso, è formato da lastre rettangolari di marmo nembro rosato ed è attraversato longitudinalmente da una fascia centrale in lastre rettangolari di granito rosato a grana fine.
Sul lato sinistro dell'aula, in una sorta di nicchia costituita da mattoni a vista, è posto il fonte battesimale del 1473 proveniente dalla vecchia chiesa con iscrizione che ricorda il pontefice, l'imperatore e l'arciprete viventi in quell'anno: Sisto III, Federico III d'Asburgo e Bonaventurino da Pescantina.

Lo sovrasta una statua lignea raffigurante San Zeno, sempre proveniente dalla vecchia parrocchiale.
Sul lato opposto, in uno spazio speculare a quello battesimale, trovano posto, sempre provenienti dalla chiesa precedente, la statua lignea quattrocentesca della Beata Vergine Maria e quelle, anch'esse lignee, dei santi Rocco e Sebastiano.
Il presbiterio, rialzato di cinque gradini, si prolunga verso la navata centrale e sopra di esso si erge l’alto tiburio-campanile piramidale a pianta esagonale. La pavimentazione è in lastre rettangolari di granito rosso.
L'altare maggiore postconciliare è una grande mensa rettangolare in granito con una particolare forma del basamento. Dietro di essa, elevata di qualche gradino, è posta la sede del celebrante, sovrastata da un Crocifisso appeso al muro che chiude il presbiterio. 
La Pietà di Zeno Dionise e la pala con i Santi Pietro Martire, Eurosia e Francesco d'Assisi, portate qui dalla vecchia parrocchiale, sono entrambe visibili ai lati dell'altare.
Se il presbiterio presenta prospetti laterali intonacati e tinteggiati, il resto della chiesa ha un paramento di mattoni di laterizio a vista, mentre una pesante cordolonatura sommitale è presente lungo l’intero perimetro, con la presenza di ampie superfici vetrate decorate con dipinti del pittore Salvatore Cavallini.
Le vetrate della facciata, con la Madonna tra i Patroni San Zeno e San Michele Arcangelo, e del presbiterio, con il Cristo benedicente, sono opera di Pino Casarini.
Alla sinistra del presbiterio è presente la custodia eucaristica, affiancata da decorazioni in pietra e circondata da un grande bassorilievo.
Sul retro del presbiterio si trova la sacrestia, mentre nel piano inferiore si trovano alcuni locali delle opere parrocchiali, tra cui la cappella feriale.

#### L'organo
Alla destra del presbiterio vi è la postazione della schola cantorum e l'organo dei Farinati, risalente al 1927, portato qui dalla vecchia chiesa, seppur riveduto, elettrificato nel 1968 da "L'organaria" e dotato di una nuova consolle.

## Campanile e campane
Il tiburio-campanile a pianta esagonale, alto 42,50 metri e collocato sopra il presbiterio, ha un fusto piramidale nel quale è presente la cella campanaria a base esagonale, con un’apertura su ogni lato con una sorta di balaustra in chiave moderna. Sulla cella è impostata la copertura a piramide su cui svetta la croce metallica.
Il concerto campanario era in origine composto da 6 campane in MIb3 montate alla veronese.
La campana maggiore pesava intorno agli 800 kg ed era stata fusa da Cavadini nel 1896.

La seconda campana del concerto era stata fusa nel 1940, la terza era della fusione del 1896, la quarta nel 1921, la quinta nel 1909 e la sesta nel 1968, offerta dalla locale sezione dell'Associazione Nazionale Combattenti e Reduci in memoria dei Caduti.
Le prime cinque state portate qui dal campanile della vecchia chiesa.
Il concerto campanario presente oggi è composto da 6 campane in FA#3 montate alla veronese ed elettrificate. Questi i dati del concerto:
1 – FA#3 – diametro 1010 mm - peso 663 kg - Fusa nel 1979 da De Poli di Revine Lago (TV)
2 – SOL#3 – diametro 900 mm - peso 431 kg - Fusa nel 1979 da De Poli di Revine Lago (TV)
3 – LA#3 – diametro 800 mm – peso 302 kg - Fusa nel 1979 da De Poli di Revine Lago (TV)
4 – SI3 – diametro 750 mm - peso 251 kg - Fusa nel 1979 da De Poli di Revine Lago (TV)
5 – DO#4 – diametro 670 mm - peso 178 kg - Fusa nel 1979 da De Poli di Revine Lago (TV)
6 – RE#4 - diametro 600 mm - peso 125 kg - Fusa nel 1979 da De Poli di Revine Lago (TV).